# Xã Manheim, Quận Lancaster, Pennsylvania
Xã Manheim (tiếng Anh: Manheim Township) là một xã thuộc quận Lancaster, tiểu bang Pennsylvania, Hoa Kỳ. Năm 2010, dân số của xã này là 38.133 người.